# Teodemir
Teodemir je bil kralj panonskih Gotov iz dinastije Amal, ki je vladal od leta  470 do 475, * ni znano, † 475.
Imel je brata Valamirja in Vidimirja, ki sta bila v resnici njegova svaka. Bratje so kot Atilovi vazali vladali panonskim Gotom. Po Atilovi smrti so se germanska in druga plemena želela otresti hunske nadoblasti in se obrnila proti nekdanjemu zavezniku. V bitki pri Nedavi leta 454 so zavezniki s podporo Rimskega cesarstva  premagali Hune, ki so se nato umaknili iz Panonije.
Teodemir je bil arijanec, njegova žena Erelieva pa se je, verjetno iz arijanstva, spreobrnila v katolištvo in se  ob krstu preimenovala v Evzebijo. Imela sta sina Teoderika, kasnejšega ostrogotskega kralja Teoderika Velikega, in hčerko Amalafrido, poročeno s kraljem Vandalov Trazamundom. Teoderik je moral po enem od sporazumov, ki ga je sklenil njegov oče, oditi v Konstantinopel za talca, ki bo garantiral spoštovanje sporazuma.
Teodemirja je po smrti leta 475 nasledil sin Teoderik.